# GONTA
GONTA — український музичний гурт, створений 2017 року Костем Фастівцем в Києві.

## Історія
Ідея створення гурту GONTA належить Костю Фастівцю і виникла наприкінці грудня 2016 р., коли  на студії «The RecordsMan» разом з аранжувальником Андрієм Мацкевичем була записана сатирично-іронічна пісня «Сиділа без діла», яка й стала дебютним синглом майбутнього проєкту. Протягом січня-лютого 2017 року була зібрана команда музикантів, які стали першим складом гурту GONTA. На той момент це були Кость Фастівець — вокал, Олег Камчатний — бас-гітара, Валерій Шкребтієнко — гітара, Віталій Єрмак — ударні, Євген Кугаєвський — тромбон, Станіслав Стеценко — труба. 7 березня 2017 року комедійно-іронічне відео на пісню «Сиділа без діла» було презентовано на YouTube та в соціальних мережах. Саме ця дата вважається днем народження проєкту. Ідею іронічної комедії втілив оператор-постановник Олексій Савченко, а ролі у кліпі виконали молода київська артистка Іванна Судак та учасники гурту. Пісня одразу стала досить відомою в мережі і увійшла до плей-листів кількох регіональних радіостанцій.
Протягом 2017 року було презентовано сингли «Шопінг», «Полонина», «Затока», «Сирітська». 30 жовтня відбулася прем'єра відеокліпу на пісню «Шопінг» (режисер — Юрій Ковцуняк), а вже в грудні вона стала № 1 в хіт-параді «Хвиля країни» в номінації «Гумор» на радіо «Країна ФМ». Протягом року гурт GONTA активно гастролює, виступає на фестивалях, зокрема, на 24-му Міжнародному гуцульському фестивалі (м. Коломия) та «Сонцеслав» (Київська обл.), вітає з днем міста мешканців міст Славута, Городок, Гола Пристань, Короп та ін.
У лютому 2018 року одразу на кількох телеканалах (Прямий, 5 канал, Київ) а також на YouTube відбулася презентація зворушливого відеокліпу на пісню «Гей, сивий вітер плаче», присвяченого героям Небесної Сотні.
15 травня 2018 гурт презентує відеокліп на пісню «Оленка». Пісня одразу ж з'являється в ротації на більш ніж 30-ти радіостанціях по всій країні, а також на телеканалах М2 та Наше Music.
Грудень 2018 року — гурт знімає відеороботу на пісню «Різдво». Презентація відбулася на телеканалі «Київ». Триває робота над синглом «Голоси» в співпраці з аранжувальником гурту «Антитіла» Максимом Сиволапом.
На початку 2019 року склад гурту залишає гітарист В. Шкребтієнко, натомість до гурту приєднується гітарист Сергій Желудько, на студії якого («Energy Studio») починається робота над треками «Я щасливий», «Не пара», «Сама лучча».
Наприкінці 2019 року відбувається прем'єра кліпу на пісню «Сама лучча», трек потрапляє в ротацію загальнонаціональних та регіональних радіостанцій.
Протягом 2018—2019 р.р. гурт GONTA дав більше 40-ка концертів в різних регіонах країни, на велелюдних майданах міст  і селищ України, зокрема «гонтарі» виступали в Кропивницькому, Бердичеві, Червонограді, Золочеві, Вараші, Доброславі, Василькові та в багатьох інших. Гурт GONTA запрошують на зйомки новорічних телепрограм.
Початок 2020 року ознаменувався виходом синглу і лірик-відео «Не пара». Також відбулися зміни в складі колективу — до гурту приєднався гітарист Руслан Герасимчук.
2021 рік — гурт працює над новим музичним матеріалом, який планується до виходу на початку 2022 року.

## Склад

### Теперішні учасники
- Кость Фастівець — вокал, бандура
- Олег Камчатний — бас-гітара
- Руслан Герасимчук — гітара
- Віталій Єрмак — ударні
- Євген Кугаєвський — тромбон
- Станіслав Стеценко — труба

### Колишні учасники
- Валерій Шкребтієнко — гітара
- Сергій Желудько — гітара

## Відеокліпи
- Сиділа без діла, 2017
- Шопінг, 2017
- Гей, сивий вітер плаче, 2018
- Оленка, 2018
- Різдво, 2018
- Голоси, 2019
- Сама лучча, 2019

## Цікаві факти
Жанр, в якому працює гурт, самі учасники гурту визначають абревіатурою СІРКо-рок — Сатирично-Іронічний-Козацький рок.